# Smiley

Een typische smiley

Een smiley is een eenvoudig tekeningetje van een lachend gezichtje, vandaar de naam (smile is Engels voor glimlachen). Het begrip smiley wordt ook uitgebreider gebruikt voor gelijkaardige gezichtjes die andere gemoedstoestanden uitbeelden. Een smiley in ASCII-tekens is een emoticon. Het woord 'smiley' wordt ook wel (foutief) gebruikt voor emoticons in het algemeen. Het woord is in het Nederlands taalgebruik ingeburgerd sinds de opkomst van het internet vanaf halverwege de jaren 90 en wist zich te wortelen in de jongerencultuur. Vóór die tijd was lachebekje de gangbare Nederlandse benaming.
Typisch bestaat een smiley uit een gele cirkel als aangezicht, met daarin twee stippen als ogen en een mond.
Smileys worden in de internet-communicatie gebruikt om intonatie aan een geschreven boodschap te geven. Geschreven tekst kent immers lichaamstaal noch intonatie, wat een ernstige handicap is ten opzichte van gesprekken in real life (irl).

## Uitvinding en afbeelding
Een vroeg bekend voorbeeld waar men twee puntjes en een halve cirkel gebruikt om een lachend (en een fronsend) gezicht voor te stellen, vindt men in een advertentie in de krant New York Herald Tribune van 10 maart 1953, op pagina 20, kolommen 4–6. De advertentie promoot de film Lili (met Leslie Caron) en toont het volgende:
Today
You'll laugh ☺
You'll cry ☹
You'll love ♥ Lili
De film ging in heel de Verenigde Staten in vertoning, zodat de advertentie in nog meer kranten gestaan kan hebben.
Het lachende gezichtje, in de vorm van een gele button (een opspeldbare badge) met twee oogjes en een halve cirkel als mond, werd in 1963 in opdracht gecreëerd door Harvey Ball, voor een verzekeringsbedrijf, State Mutual Life Assurance uit Worcester in Massachusetts. Ball kreeg 45 dollar voor zijn ontwerp. Hij ondernam daarna nooit een poging om deze figuur te promoten of om rechten op het beeld te krijgen, zodat het in de Verenigde Staten in het publieke domein terechtkwam voordat men dit kon doen.
De Fransman Franklin Loufrani van het bedrijf SmileyWorld uit Londen beweert echter dat hij in 1971 met het beeld op de proppen kwam in een krantenreclame, waarin hij het icoontje gebruikt om goed nieuws te markeren. Hij begon daarna producten te creëren met dit logo als beeldmerk. In meer dan 100 landen werden het logo en de naam een handelsmerk van Loufrani voor verschillende klassen goederen en diensten. De hoofdlicentiehouder SmileyWorld ontwikkelt producten voor industriepartners met een licentie, in sectoren zoals kleding, accessoires, textiel, voeding, speelgoed, giften, huishoudelijke voorwerpen, publicatie, parfums ... In 1997 begon Franklins zoon, Nicolos Loufrani, met de ontwikkeling van honderden varianten van het Smiley-logo, met verschillende emoties en categorieën, zoals weer beroep, landen, dieren, objecten ... Ook David Stern, van het reclamebureau David Stern Inc. uit Seattle, beweert de smiley uitgevonden te hebben. Stern zou zijn versie in 1967 hebben gemaakt tijdens een campagne voor Washington Mutual, maar hij zegt er niet aan gedacht te hebben het beeld te registreren.
Het figuurtje werd populair in het begin van de jaren 70, onder andere door toedoen van de broers Murray en Bernard Spain, die het gebruikten om een soort originele voorwerpen te verkopen. De twee maakten buttons, maar ook koffiebekers, T-shirts, bumperstickers en veel andere voorwerpen die versierd waren met het symbool en de slogan "Have a happy day" (bedacht door Murray). Tegen 1972 waren er naar schatting 50 miljoen smiley-buttons verdeeld in de Verenigde Staten. Vanaf toen begon de rage echter te luwen.
De smiley werd in de jaren 80 een icoon in de subculturen van de dansmuziekgenres acid house en new beat. Zeker in het Verenigd Koninkrijk werd het logo gelinkt aan de underground danscultuur, omdat het figuurtje stond gegraveerd op de ecstasypilletjes uit die wereld.
Er zijn veel variaties op de smiley, bijvoorbeeld door het omkeren van de mond, waardoor een droevig gezichtje ontstaat. De smiley werd verder bijvoorbeeld aangewend als het figuurtje van de software Microsoft Bob en voor de campagne "Rolling Back Prices" van Asda & Wal-Mart. In 2006 probeerde Walmart de rechten voor de smiley in de VS te verkrijgen, maar raakte in een gerechtelijk conflict met Franklin Loufrani en SmileyWorld.
De smiley is een fenomeen geworden in de internetcultuur, met vele afbeeldingen, animaties en andere voorstellingen, evenals de alomtegenwoordige tekstvariant, het emoticon ":)". De smiley wordt eveneens gebruikt in de afdrukbare versie van karakters 1 en 2 (de een is zwart, de ander wit) in het standaard lettertype op de IBM PC en compatibele opvolgers, hoewel moderne lettertypes voor grafische gebruikersinterfaces deze karakters vaak niet bezitten.
| De volgende Unicodekarakters zijn smileys: |        |                       |
| ☹                                          | 0x2639 | Wit droevig gezicht   |
| ☺                                          | 0x263a | Wit lachend gezicht   |
| ☻                                          | 0x263b | Zwart lachend gezicht |
| 😇                                         | 0x263c | Geel lachend engeltje |

## Smileys met computertoetsen
Op 19 september 1982 typte Scott E. Fahlman, computerwetenschapper aan de Carnegie Mellon University, de eerste  :-). Dit is de geboorte van het emoticon. Hij gebruikte de emoticons voor het eerst op de interne bulletinboard van de universiteit. Nadat een studentengrap over een besmetting op de universiteit voor onrust had gezorgd, was er een debat ontstaan over de grenzen van de humor binnen de instelling. Fahlman stelde een symbooltje voor om aan te geven welke boodschappen niet helemaal serieus bedoeld zijn.
De ASCII-voorstelling van emoticons heeft door de jaren heen de nodige ontwikkelingen doorgemaakt en variaties gekend. Enkele voorbeelden van emoticons die in de loop der jaren aangepast zijn, zijn:
| :-) | → | :) |  | (glimlachen)    |
| :-D | → | :D |  | (hardop lachen) |
| :-P | → | :P |  | (met tong)      |
| :-( | → | :( |  | (verdrietig)    |
Wat opvalt is dat vaak de '-' (de "neus" van het emoticon) kwam te vervallen.
Na verloop van tijd werden op de computer kleine grafische smileys die in de lopende tekst passen weer populairder, onder meer op blogs, fora of chattoepassingen. Sommige computersoftware bood later de mogelijkheid om een tekstuele emoticon automatisch om te zetten naar een kleine toepasselijke afbeelding. Om deze automatische omzetting te omzeilen, werd het omgekeerde emoticon "(:" ingevoerd.

## Smileys in populaire cultuur

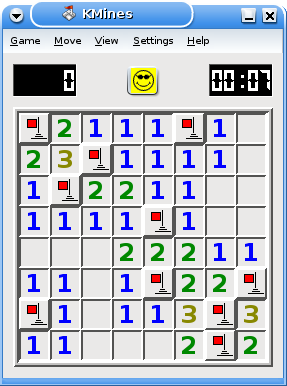
Versie van Mijnenveger met een smiley.

- De film Forrest Gump van Robert Zemeckis uit 1994 toonde op humoristische manier "de uitvinding" van de smiley. Het hoofdpersonage veegde zijn beslijkt gezicht af met een geel T-shirt dat hem werd toegestopt en antwoordde "Have a nice day", wat de inspiratie was voor een zakenman die het moeilijk had. Met dit geïmproviseerde ontwerp kon hij verder. De scène komt overigens in het oorspronkelijke boek niet voor.
- Het kleine computerspel Mijnenveger, waarvan sinds de jaren 90 bij veel grafische besturingssystemen een versie zit, gebruikt vaak een smiley om de status van het huidige spel weer te geven.
- De Amerikaanse rechter Charles Hearn gebruikt een smiley in zijn persoonlijke handtekening. Dit valt niet altijd bij iedereen in goede aarde. Zo verscheen de handtekening met het lachebekje onder meer onder het doodvonnis van een Amerikaans crimineel, alsook onder een brief aan collega's waarin het overlijden van een rechter werd gemeld.[7]
- Smileys zijn ook verkrijgbaar als snoepgoed: een platte ronde schijf van drop of van een op winegums lijkende substantie met daarop twee ogen en een brede glimlach.
- Een variant van de smiley is het ツ-teken; dit wordt in het Japanse schrift Katakana met tsu vertaald.
- De smiley stond eind jaren 1980 symbool voor de acid-house-stroming.